# Quyền Anh tại Thế vận hội Mùa hè 2016
Bản mẫu:Quyền Anh tại Thế vận hội Mùa hè 2016
Quyền Anh tại Thế vận hội Mùa hè 2016 ở Rio de Janeiro được diễn ra từ ngày 6 tới 21 tháng 8 năm 2016 tại Nhà thi đấu số 6 của Riocentro.

## Thể thức thi đấu
Ngày 23 tháng 3 năm 2013, Hiệp hội quyền Anh nghiệp dư quốc tế tạo ra những thay đổi đáng kể về thể thức. World Series of Boxing, giải đấu đồng đội chuyên nghiệp của AIBA bắt đầu từ 2010, vẫn duy trì các thành viên đủ điều kiện như Olympic 2012. Giải quyền Anh chuyên nghiệp AIBA mới, bao gồm các tay đấm ký hợp đồng 5 năm với AIBA và tranh tài với các tay đấm chuyên nghiệp, cũng là một con đường tới Thế vận hội và vẫn đại diện cho các ủy ban quốc gia. Việc loại bỏ mũ bảo vệ và thêm vào hệ thống tính điểm "10 điều bắt buộc" đã xóa bỏ khoảng cách giữa chuyên nghiệp và nghiệp dư.
Tương tự thể thức năm 2012, các tay đấm nam tranh tài ở mười nội dung: 
- Hạng dưới ruồi (49kg)
- Hạng ruồi (52kg)
- Hạng gà (56kg)
- Hạng nhẹ (60kg)
- Hạng dưới bán trung (64kg)
- Hạng bán trung (69kg)
- Hạng trung (75kg)
- Hạng dưới nặng (81kg)
- Hạng nặng (91kg)
- Hạng siêu nặng (+91kg)

Các tay đấm nữ tranh tài ở ba nội dung sau:
- Hạng ruồi (51kg)
- Hạng nhẹ (60kg)
- Hạng trung (75kg)

## Tiêu chí vòng loại
Các Ủy ban Olympic quốc gia được cho phép tối đa một tay đấm ở một nội dung. Sáu suất (năm nam và một nữ) được dành cho nước chủ nhà Brasil, trong khi đó các suất còn lại được trao bởi Ủy ban Ba bên. Vì các tay đấm chuyên nghiệp không thuộc AIBA lần đầu được thi đấu tại Olympic, tổng số 37 suất được dành và trao cho các tay đấm chuyên nghiệp; hai mươi được thông qua AIBA Pro Boxing Series với hai ở mỗi nội dung, trong khi đó mười bảy được thông qua World Series of Boxing. Mỗi lục địa sẽ có một suất thông hai giải nghiệp dư và một bán chuyên.
Các vòng loại:
- World Series of Boxing (WSB) 2014–2015 – Hai tay đấm đứng đầu của mùa giải 2014–2015 ở mỗi hạng cân (trừ hạng ruồi nhẹ, hạng nặng, và siêu nặng với một).[4]
- Bảng xếp hạng thế giới quyền Anh chuyên nghiệp AIBA (APB) 2014–2015 – Nhà vô địch và người thách đấu thứ hạng cao nhất thế giới ở mỗi hạng cân của Bảng xếp hạng thế giới APB vào cuối vòng một công bố tháng 9 năm 2015.[4]
- AIBA World Boxing Championships 2015 – Doha, Qatar, 5–18 tháng 10 – Ba tay đấm đứng đầu tư năm hạng cân (hạng gà, hạng nhẹ, hạng dưới bán trung, hạng bán trung, và hạng trung), huy chương vàng và bạc của (hạng ruồi nhẹ, hạng ruồi, và hạng vừa), và nhà vô địch hạng nặng nhất (hạng nặng và hạng siêu nặng).[4]
- AIBA Women's World Boxing Championships 2016 – Astana, Kazakhstan – Bốn tay đấm hàng đầu của mỗi nội dung.[4]
- Vòng loại Olympic APB và WSB 2016 – Ba tay đấm đứng đầu của tám nội dung và nhà vô địch của hai hạng nặng nhất.[4]
- Vòng loại Olympic thế giới 2016
- Vòng loại Olympic châu lục 2016 (cả nam và nữ)

## Lịch thi đấu
Bản mẫu:2016OlympicBoxingSchedule

## Tham dự

### Quốc gia tham dự
- Algérie (8)
- Argentina (7)
- Armenia (5)
- Úc (3)
- Azerbaijan (11)
- Belarus (3)
- Brasil (9)
- Bulgaria (3)
- Cameroon (4)
- Canada (3)
- Cabo Verde (1)
- Trung Phi (1)
- Trung Quốc (11)
- Colombia (5)
- Cộng hòa Congo (2)
- Croatia (2)
- Cuba (10)
- Cộng hòa Dominica (2)
- Ecuador (4)
- Ai Cập (4)
- Micronesia (1)
- Fiji (1)
- Phần Lan (1)
- Pháp (11)
- Đức (6)
- Ghana (1)
- Anh Quốc (12)
- Haiti (1)
- Honduras (1)
- Hungary (2)
- Ấn Độ (3)
- Iran (1)
- Iraq (1)
- Ireland (8)
- Ý (7)
- Nhật Bản (2)
- Jordan (2)
- Kazakhstan (12)
- Kenya (3)
- Kyrgyzstan (1)
- Hàn Quốc (1)
- Lesotho (2)
- Litva (2)
- Mauritius (2)
- México (6)
- Mông Cổ (6)
- Maroc (10)
- Namibia (2)
- Hà Lan (3)
- Nigeria (1)
- Panama (1)
- Papua New Guinea (1)
- Philippines (2)
- Ba Lan (2)
- Puerto Rico (1)
- Qatar (2)
- România (1)
- Nga (11)
- Seychelles (1)
- Tây Ban Nha (2)
- Thụy Điển (1)
- Đài Bắc Trung Hoa (2)
- Tajikistan (1)
- Thái Lan (5)
- Trinidad và Tobago (1)
- Tunisia (2)
- Thổ Nhĩ Kỳ (6)
- Turkmenistan (1)
- Uganda (2)
- Ukraina (5)
- Hoa Kỳ (8)
- Uzbekistan (11)
- Vanuatu (1)
- Venezuela (8)
- Quần đảo Virgin thuộc Mỹ (1)
- Zambia (1)

## Huy chương

### Nam
| Nội dung           | Vàng                               | Bạc                               | Đồng                                 |
| ------------------ | ---------------------------------- | --------------------------------- | ------------------------------------ |
| Hạng ruồi nhẹ      | Hasanboy Dusmatov · Uzbekistan     | Yuberjén Martínez · Colombia      | Joahnys Argilagos · Cuba             |
| Hạng ruồi nhẹ      | Hasanboy Dusmatov · Uzbekistan     | Yuberjén Martínez · Colombia      | Nico Hernández · Hoa Kỳ              |
| Hạng ruồi          | Shakhobidin Zoirov · Uzbekistan    | Misha Aloian · Nga                | Hồ Kiến Quan · Trung Quốc            |
| Hạng ruồi          | Shakhobidin Zoirov · Uzbekistan    | Misha Aloian · Nga                | Yoel Figol · Venezuela               |
| Hạng gà            | Robeisy Ramírez · Cuba             | Shakur Stevenson · Hoa Kỳ         | Vladimir Nikitin · Nga               |
| Hạng gà            | Robeisy Ramírez · Cuba             | Shakur Stevenson · Hoa Kỳ         | Murodjon Akhmadaliev · Uzbekistan    |
| Hạng nhẹ           | Robson Conceição · Brasil          | Sofiane Oumiha · Pháp             | Lázaro Álvarez · Cuba                |
| Hạng nhẹ           | Robson Conceição · Brasil          | Sofiane Oumiha · Pháp             | Dorjnyambuugiin Otgondalai · Mông Cổ |
| Hạng bán trung nhẹ | Fazliddin Gaibnazarov · Uzbekistan | Lorenzo Sotomayor · Azerbaijan    | Artem Harutyunyan · Đức              |
| Hạng bán trung nhẹ | Fazliddin Gaibnazarov · Uzbekistan | Lorenzo Sotomayor · Azerbaijan    | Vitaly Dunaytsev · Nga               |
| Hạng bán trung     | Daniyar Yeleussinov · Kazakhstan   | Shakhram Giyasov · Uzbekistan     | Mohammed Rabii · Maroc               |
| Hạng bán trung     | Daniyar Yeleussinov · Kazakhstan   | Shakhram Giyasov · Uzbekistan     | Souleymane Cissokho · Pháp           |
| Hạng trung         | Arlen López · Cuba                 | Bektemir Melikuziev · Uzbekistan  | Kamran Shaksuvarly · Azerbaijan      |
| Hạng trung         | Arlen López · Cuba                 | Bektemir Melikuziev · Uzbekistan  | Misael Rodríguez · México            |
| Hạng bán nặng      | Julio Cesar la Cruz · Cuba         | Adilbek Niyazymbetov · Kazakhstan | Mathieu Bauderlique · Pháp           |
| Hạng bán nặng      | Julio Cesar la Cruz · Cuba         | Adilbek Niyazymbetov · Kazakhstan | Joshua Buatsi · Anh Quốc             |
| Hạng nặng          | Evgeny Tishchenko · Nga            | Vasiliy Levit · Kazakhstan        | Rustam Tulaganov · Uzbekistan        |
| Hạng nặng          | Evgeny Tishchenko · Nga            | Vasiliy Levit · Kazakhstan        | Erislandy Savón · Cuba               |
| Hạng siêu nặng     | Tony Yoka · Pháp                   | Joe Joyce · Anh Quốc              | Filip Hrgović · Croatia              |
| Hạng siêu nặng     | Tony Yoka · Pháp                   | Joe Joyce · Anh Quốc              | Ivan Dychko · Kazakhstan             |

### Nữ
| Nội dung   | Vàng                      | Bạc                        | Đồng                          |
| ---------- | ------------------------- | -------------------------- | ----------------------------- |
| Hạng ruồi  | Nicola Adams · Anh Quốc   | Sarah Ourahmoune · Pháp    | Nhậm Xán Xán · Trung Quốc     |
| Hạng ruồi  | Nicola Adams · Anh Quốc   | Sarah Ourahmoune · Pháp    | Lorena Victoria · Colombia    |
| Hạng nhẹ   | Estelle Mossely · Pháp    | Doãn Quân Hoa · Trung Quốc | Mira Potkonen · Phần Lan      |
| Hạng nhẹ   | Estelle Mossely · Pháp    | Doãn Quân Hoa · Trung Quốc | Anastasia Belyakova · Nga     |
| Hạng trung | Claressa Shields · Hoa Kỳ | Nouchka Fontijn · Hà Lan   | Lý Thiến (李倩) · Trung Quốc  |
| Hạng trung | Claressa Shields · Hoa Kỳ | Nouchka Fontijn · Hà Lan   | Dariga Shakimova · Kazakhstan |

### Bảng xếp hạng huy chương
| 1    | Uzbekistan | 3  | 2  | 2  | 7  |
| 2    | Cuba       | 3  | 0  | 3  | 6  |
| 3    | Pháp       | 2  | 2  | 2  | 6  |
| 4    | Kazakhstan | 1  | 2  | 2  | 5  |
| 5    | Nga        | 1  | 1  | 3  | 5  |
| 6    | Anh Quốc   | 1  | 1  | 1  | 3  |
| 6    | Hoa Kỳ     | 1  | 1  | 1  | 3  |
| 8    | Brasil     | 1  | 0  | 0  | 1  |
| 9    | Trung Quốc | 0  | 1  | 3  | 4  |
| 10   | Azerbaijan | 0  | 1  | 1  | 2  |
| 11   | Colombia   | 0  | 1  | 0  | 1  |
| 11   | Hà Lan     | 0  | 1  | 0  | 1  |
| 13   | México     | 0  | 0  | 2  | 2  |
| 14   | Croatia    | 0  | 0  | 1  | 1  |
| 14   | Đức        | 0  | 0  | 1  | 1  |
| 14   | Maroc      | 0  | 0  | 1  | 1  |
| 14   | Mông Cổ    | 0  | 0  | 1  | 1  |
| 14   | Phần Lan   | 0  | 0  | 1  | 1  |
| 14   | Venezuela  | 0  | 0  | 1  | 1  |
| Tổng | Tổng       | 13 | 13 | 26 | 52 |